# 法什-蒂梅尼勒
法什-蒂梅尼勒（法語：Faches-Thumesnil，法語發音：[faʃ tymenil]）是法国上法蘭西大區北部省的一个市镇，位于该省中部偏西，省会里尔市区以南，属于里尔区和里尔欧洲都会区。该市镇于1790-1794年间由法什（Faches）和蒂梅尼勒（Thumesnil）合并而成。

## 地理
法什-蒂梅尼勒（50°35'56"N, 3°4'25"E）面积4.62 平方千米，位于法国上法蘭西大區北部省，该省份为法国最北部的省份及最长的省份，西北濒北海，西接加来海峡省，南至埃纳省和索姆省，东与比利时接壤。
与法什-蒂梅尼勒接壤的市镇（或旧市镇、城区）包括：唐普勒马尔、旺德维尔、瓦蒂尼、莱坎、里尔、龙尚。
法什-蒂梅尼勒的时区为UTC+01:00、UTC+02:00（夏令时）。

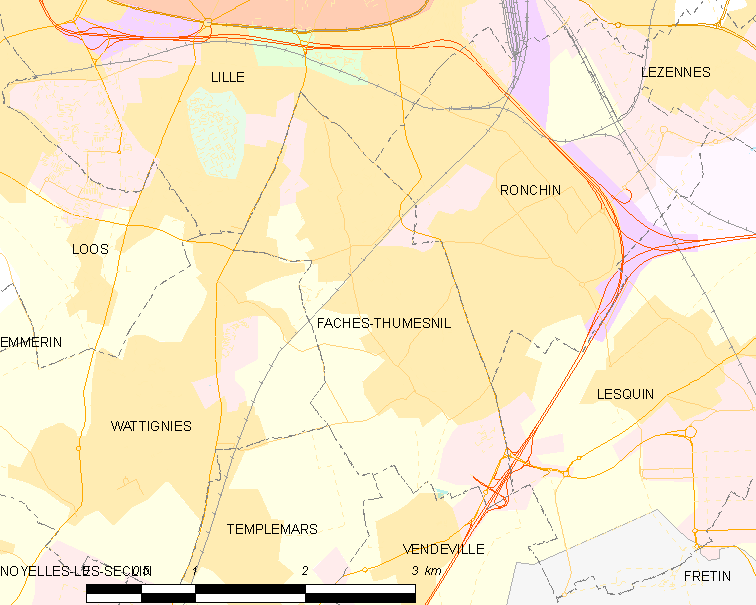
法什-蒂梅尼勒的OSM定位图

## 行政
法什-蒂梅尼勒的邮政编码为59155，INSEE市镇编码为59220。

## 政治
法什-蒂梅尼勒所属的省级选区为法什-蒂梅尼勒县。

## 人口

1962-2008年间法什-蒂梅尼勒人口变化图示

法什-蒂梅尼勒于2022年1月1日时的人口数量为18310人。